# Torrance (Kalifornie)
Torrance je město (city) v okrese Los Angeles County ve státě Kalifornie ve Spojených státech amerických. Žije zde přibližně 147 tisíc obyvatel. Leží na pobřeží Tichého oceánu severně od pohoří a poloostrova Palos Verdes, v jižní části zálivu Santa Monica Bay. Město se nachází v jižní části okresu, 26 kilometrů jihojihozápadně od centra Los Angeles, a je součástí metropolitní oblasti Velké Los Angeles. Sousedí s městy Redondo Beach, Lawndale, Gardena, Los Angeles (čtvrť Harbor Gateway), Lomita, Rolling Hills Estates a Palos Verdes Estates.
V jižní části Torrance se nachází veřejné regionální letiště Zamperini Field, které je ve vlastnictví města. V severní části města stojí areál ropné rafinerie.
K chráněným historickým památkám města patří opuštěný železniční viadukt dráhy společnosti Pacific Electric Railway přes ulici Torrance Boulevard z roku 1913, budova základní školy Fern Elementary School z roku 1932 a nejstarší budovy v areálu střední školy Torrance High School, které byly postaveny v letech 1917–1938.

## Historie
V prvním desetiletí 20. století si místo jižně od Los Angeles vyhlédl developer Jared Sidney Torrance společně s dalšími investory pro vznik nového města. Smíšenou průmyslově-rezidenční oblast navrhl urbanista Frederick Law Olmsted Jr. Osada pojmenovaná po Torranceovi byla založena v roce 1912. Rozvoji pomohla meziměstská elektrická dráha společnosti Pacific Electric Railway vedoucí z Los Angeles přes Gardenu do San Pedra, jejíž větev byla od roku 1912 vedena právě přes Torrance. Městská samospráva byla zřízena v roce 1921, původní hranice města činily nynější ulice Del Amo Boulevard, Western Avenue, Plaza del Amo, Carson Street a Crenshaw Boulevard. Až později se město rozšířilo k pobřeží Tichého oceánu.
Úřad pro dopravu LACMTA plánuje stavbu prodloužení trati losangeleského metra ze stanice Redondo Beach do Torrance s plánovaným otevřením mezi lety 2030 a 2033.